# Delia seticauda
Delia seticauda este o specie de muște din genul Delia, familia Anthomyiidae, descrisă de Masayoshi Suwa în anul 1984. Conform Catalogue of Life specia Delia seticauda nu are subspecii cunoscute.